# Municipio de San Miguel Mixtepec
El municipio de San Miguel Mixtepec (en náhuatl: mixtl ‘nube’, tepetl ‘cerro’, cerro nublado) es uno de los 570 municipios que conforman al estado mexicano de Oaxaca. Pertenece al distrito de Zimatlán, dentro de la región Valles Centrales. Su cabecera es la localidad homónima.

## Demografía
El municipio está habitado por 3,194 personas, el 76% de la población habla una lengua indígena, siendo la más común el zapoteco.
En 2020, los principales grados académicos de la población de San Miguel Mixtepec fueron Primaria (49.6% del total), Secundaria ( 30.4% del total) y Preparatoria o Bachillerato General (16.2% del total).
La tasa de analfabetismo de los habitantes en 2020 fue 22%. Del total de población analfabeta, 33.4% correspondió a hombres y 66.6% a mujeres.
El 99% de la población se encuentra en situación de pobreza.

## Localidades
Dentro del municipio se encuentran los siguientes poblados:
| Nombre de la localidad | Población 2010 |
| ---------------------- | -------------- |
| San Miguel Mixtepec    | 758            |
| Barranca Fierro        | 315            |
| Agua Fría Campanario   | 536            |
| Río Lima               | 370            |
| El Campanario          | 141            |
| San Isidro             | 448            |
| Tierra Colorada        | 181            |
| Llano Verde            | 192            |
| Rancho Frutal          | 183            |